# Соединённые Штаты против Шварца
Соединённые Шта́ты про́тив Аа́рона Шва́рца — уголовное дело, возбуждённое против американского программиста и хактивиста Аарона Шварца за множественные нарушения Закона о компьютерном мошенничестве и злоупотреблении (CFAA) от 1986 года. В период за сентябрь 2010 года по январь 2011 года Шварц скачал из цифровой базы данных JSTOR методом скрейпинга около 4,8 млн научных статей. Для этого он использовал сеть Массачусетского технологического университета (MIT), к которой имел легальный доступ благодаря своей работе в Центре этики Фонда Эдмонда Дж. Сафры. Максимальное наказание по предъявленным Шварцу статьям составляло до 50 лет лишения свободы и штраф в миллион долларов США. Дело было закрыто лишь после того, как 11 января 2013 года Шварц покончил жизнь самоубийством.

## Хронология событий

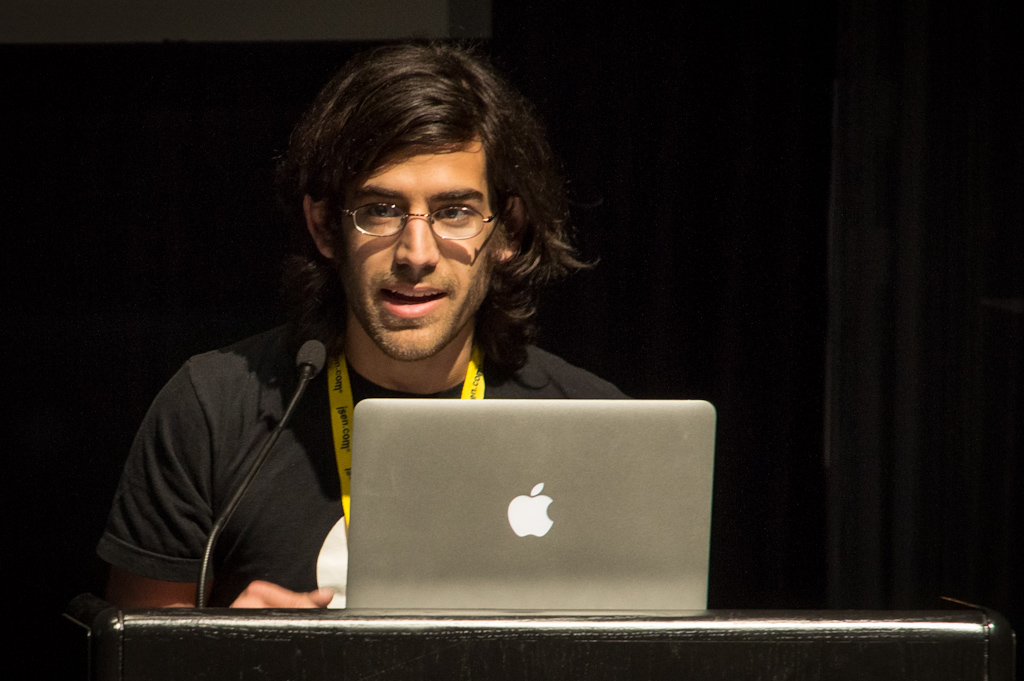
Аарон Шварц на конференции Freedom to Connect, 2012 год

Американский интернет-активист, программист и хактивист Аарон Шварц выступал за принципы открытого доступа и свободного интернета. В 2008 году он вместе с другим активистом Карлом Маламудом предпринял попытку предоставить открытый доступ к документам электронной службы общего доступа Федерального суда США PACER, взимающей с пользователей 8 центов за страницу. В этом же году Шварц выпустил «Партизанский манифест открытого доступа» (англ. Guerilla open access manifesto), осуждавший модель академических публикаций, в которой научные знания спрятаны за пейволлами. В 2009-м году он возглавил некоммерческую организацию Demand Progress, выступающую против законопроекта «О противодействии онлайн пиратству» (SOPA).
В сентябре 2010 года Шварц принял участие в будапештской конференции Internet at Liberty. Там он познакомился с рядом активистов, которые ранее пытались создать проект по публикации коллекции JSTOR в открытом доступе. Предположительно, Шварц вдохновился этой идеей. 22 сентября он вернулся из Будапешта и купил новый ноутбук Acer, который использовал для написания скрипта, автоматически отправляющего сразу несколько сотен запросов на скачивание документов из JSTOR методом скрейпинга. Спустя три дня после этого активист посетил кампус Массачусетского технологического института, зарегистрировался в университетской интернет-сети под псевдонимом Gary Host (сокращённо — G.Host или «ghost» (призрак)) и начал загружать документы из JSTOR. Официально у Шварца не было институциональной аффилиации с MIT — в это время активист работал в Гарвардском Центре этики Safra. Однако Аарон являлся частым гостем неформальных культурных мероприятий института, в том числе Free culture group и MIT International Puzzle Mystery Hunt Competition. Хотя Шварц имел легальный доступ к JSTOR через свой аккаунт в Гарварде, он принял решение скачивать работы через сеть MIT. Предположительно, он знал, что автоматическая массовая загрузка статей нарушает правила пользования JSTOR, и предполагал, что в MIT никто не будет озабочен его действиями — институт был известен своим либеральным отношением к хакерству и распространению сокрытой информации.

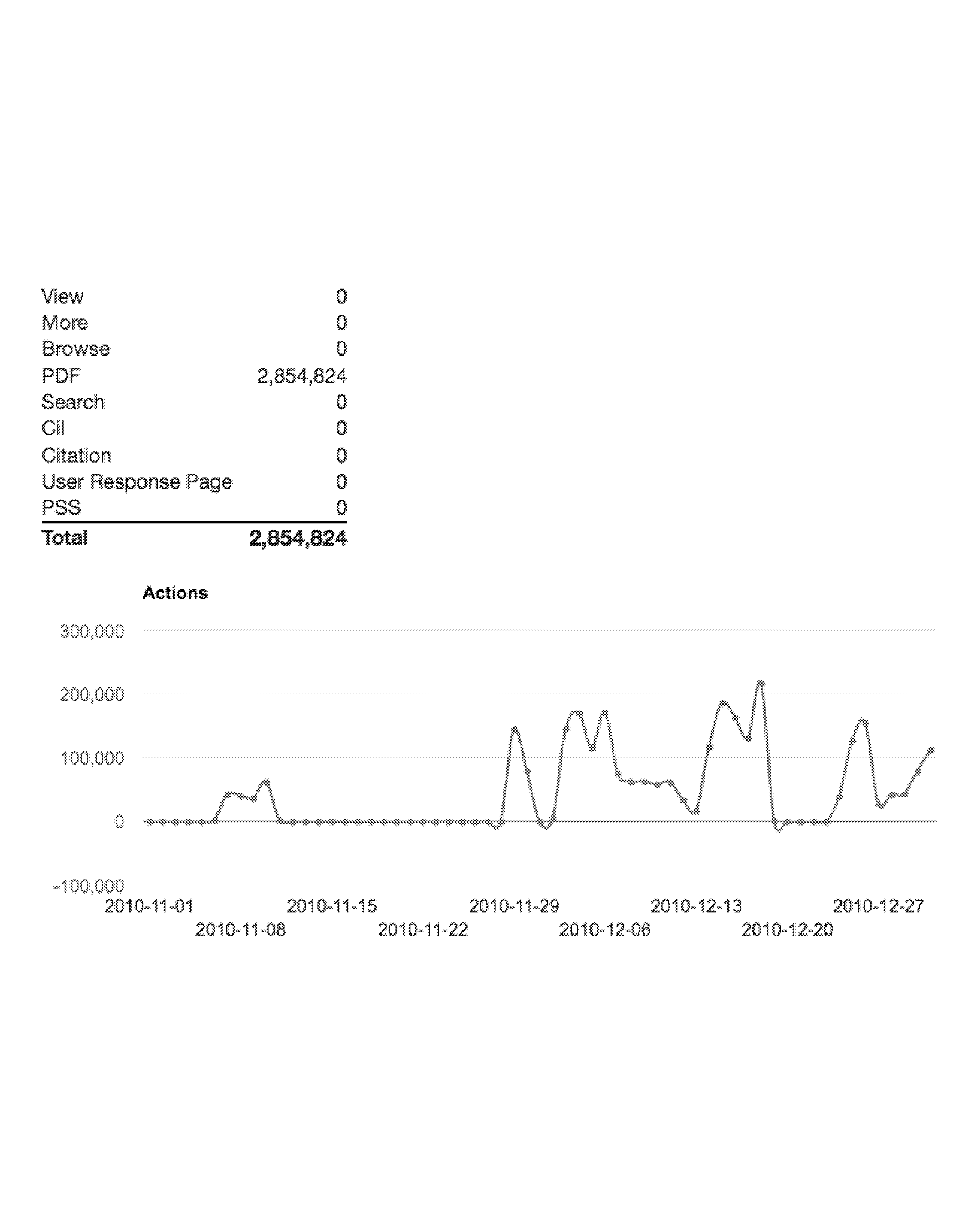
Отчёт об активности загрузки PDF-файлов из баз данных JSTOR на все IP-адреса, расположенные в MIT (18.0.0.0/8) в период с 1 ноября по 27 декабря. Показывает, что всего было загружено 2 854 824 файла PDF, 2010 год

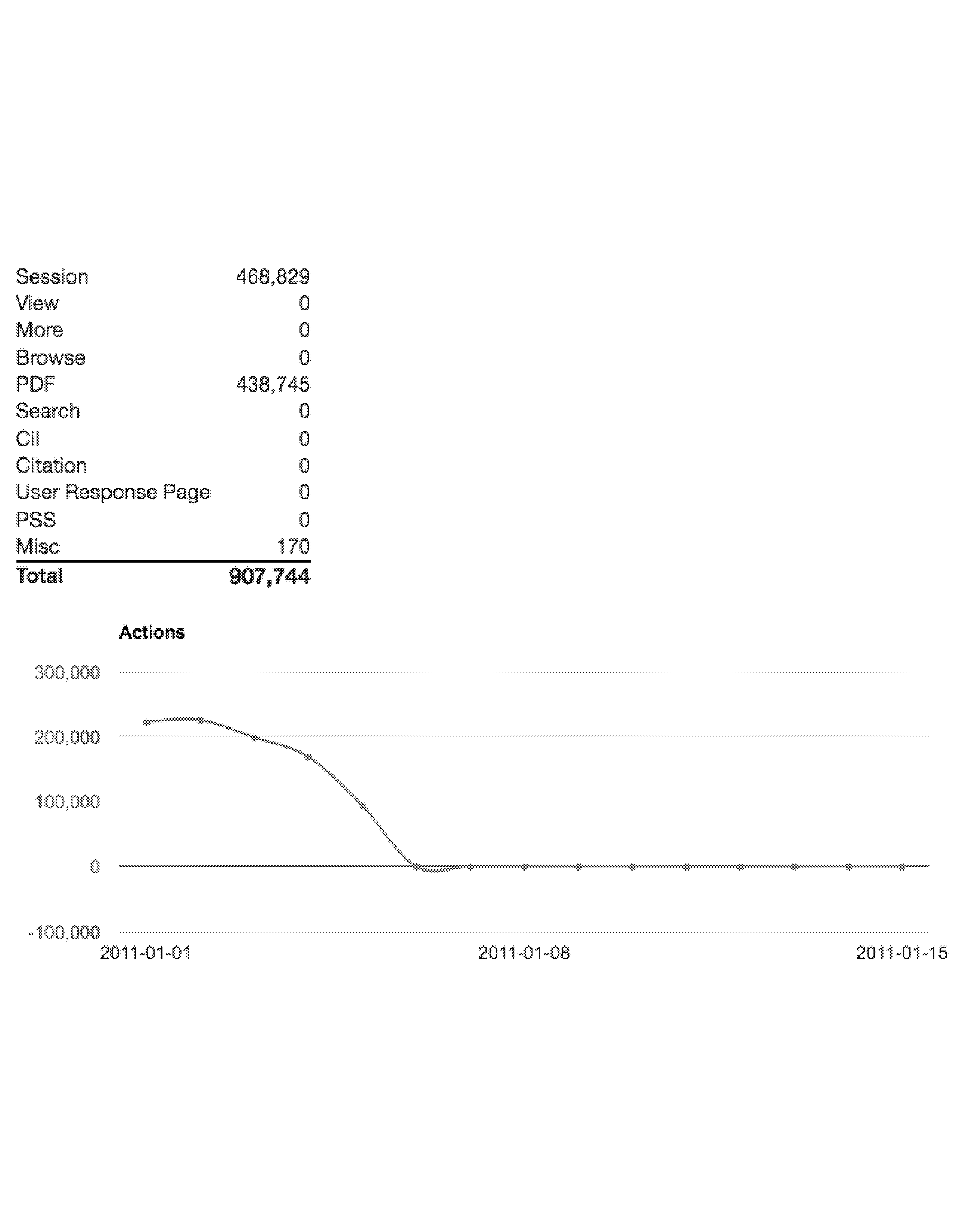
Отчёт об активности загрузки PDF-файлов из баз данных JSTOR на все IP-адреса, расположенные в MIT (18.0.0.0/8) в период с 1 января по 15 января. Показывает, что всего было загружено 907 744 PDF-файла.

Аарон Шварц обнаружил слабое место в коде JSTOR — система ограничивала количество статей, которые можно скачать за одну сессию, но не количество сессий на одного пользователя. Пользуясь этой лазейкой, программист инициировал около 200 000 загрузок в час, что составило приблизительно 55,5 сессий в секунду. Действия Шварца нарушали правила пользования платформой и угрожали стабильности работы серверов базы данных, расположенных в Анн-Арборе (штат Мичиган). Опасаясь, что система не выдержит подобную нагрузку, работники JSTOR были вынуждены заблокировать IP-адрес Шварца. Однако программист использовал ряд других IP-адресов для обхода блокировки, которые впоследствии были также заблокированы. В это же время сотрудники службы безопасности JSTOR и MIT начали внутреннюю переписку о деятельности неизвестного им на тот момент хакера. В конце сентября в MIT смогли идентифицировать MAC-адрес компьютера и заблокировать его доступ к интернету, что привело к временному снижению активности Шварца. Однако уже 9 октября программист возобновил загрузки с JSTOR, переписав скрипт таким образом, что для каждой загрузки документа открывалась отдельная сессия. Это привело к дестабилизации работы серверов базы данных, из-за чего JSTOR заблокировал доступ для всего кампуса MIT. Доступ к коллекции был возобновлён только 12 октября. Всего в сентябре Шварц сумел загрузить 453 570 статей из 562 журналов, инициировав больше 1,2 млн сессий. За октябрь Шварц скачал 8422 статьи через 8515 сессий.
После непродолжительного отсутствия в октябре Шварц возобновил загрузки в ноябре 2010 года. В это время он обнаружил телекоммуникационный шкаф в подвале здания № 16 (кабинет 16-004t) и подключил к нему ноутбук, что позволило получить прямой доступ в университетскую сеть без необходимости идентификации. Сотрудники JSTOR обнаружили автоматическую загрузку файлов с кампуса MIT в конце декабря и передали необходимую информацию IT-работникам института, однако из-за новогодних праздников работа по идентификации Шварца началась только в начале января. Одновременно с этим системные администраторы кампуса обнаружили подключённый к коммутационному шкафу 16-004t подозрительный белый провод, тогда как в MIT традиционно использовали кабели голубого цвета. Шнур вёл к лежащему под шкафом ноутбуку Acer. После этого служба безопасности MIT была вынуждена обратиться в местную полицию, где дело передали специалисту по компьютерной преступности Джозефу Мёрфи. Помимо него, к расследованию подключили бостонского полицейского Тима Лахама и агента ФБР Майкла Пикетта. Детективы установили в подвале реагирующую на движения камеру, и 4 января она запечатлела Шварца, зашедшего в шкаф для смены жёстких дисков. Одновременно с этим Пикетт начал обсуждать с окружной прокуратурой потенциальные обвинения Шварцу. К тому моменту активисту удалось загрузить около 4,8 млн документов, что составило почти 80 % всей базы JSTOR.
6 января 2011 года Шварц вошёл в серверный шкаф, прикрыв лицо белым шлемом от велосипеда, изъял компьютер и покинул подсобку. Его не успели задержать на месте. Спустя несколько часов после инцидента капитан службы безопасности MIT заметил на одной из улиц Кембриджа велосипедиста, похожего на мужчину с видео. На просьбу остановиться и проследовать в отделение полиции для идентификации Шварц попытался скрыться с места, но был пойман. После задержания активист позвонил своей бывшей девушке Квинн Нортон, которая, в свою очередь, связалась с адвокатами, выплатившими залог за освобождение. Факт ареста Шварца удивил его друзей, а также выпускников MIT. Согласно основателю некоммерческой организации Архив Интернета Брюстеру Кейлу: «Когда я учился в MIT, если бы кто-нибудь смог взломать систему, например через загрузку баз данных, чтобы поиграть с ними, его назвали бы героем, он получил бы степень, основал бы компанию. Но они спустили на него копов. Копов».

## Обвинительные заключения

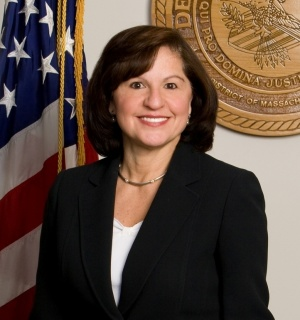
Кармен Ортис в 2013 году

Согласно правилам пользования JSTOR, пользователи без определённой университетской аффилиации могут использовать базу данных коллекции только при условии физического присутствия на территории кампуса. Шварц не присутствовал при скачивании работ и не был авторизирован для доступа к базе данных. Помимо этого, JSTOR запрещает использование программ по автоматической загрузке работ, а также загрузку целых выпусков изданий или томов исследований. Исключение составляют те учёные, которые могут доказать, что им это нужно для работы.
Изначально Шварца обвиняли во взломе компьютерной системы и незаконном нахождении на территории MIT, активисту запретили находиться на территории кампуса. 9 февраля 2011 года прокуратура получила ордер на обыск квартиры активиста, расположенной на Массачусетс авеню в Кембридже. Обыск состоялся 11 февраля, в ходе него у Шварца изъяли жёсткий диск, модем, несколько компакт-дисков, телефон, ноутбук и другие вещи. Обыск был проведён в его офисе в Гарварде — оттуда был изъят его рабочий компьютер, жёсткий диск, игровой контроллер Rock Band. Впоследствии Гарвардский университет приостановил стипендию Шварца и запретил ему вход на территорию кампуса.
Дело Шварца вели федеральный прокурор США судебного округа Массачусетс Кармен Ортис и помощник прокурора Стивен Хейманн. В марте 2011 года они вызвали бывшую девушку и близкую подругу Шварца Квинн Нортон предстать перед Большим жюри — комиссией, определяющей обоснованность и целесообразность предъявления кому-либо официальных обвинений. В качестве альтернативы Нортон была предложена сделка — она поделится со следствием информацией о Шварце, которая впоследствии не будет использована против неё в суде. Нортон согласилась на встречу, которая состоялась 13 апреля 2011 года. Спустя два года она описала этот период в своей статье для The Atlantic — по её словам, в то время она волновалась, что компьютеры будут изъяты при отказе сотрудничать. Будучи по профессии журналистом, освещающим вопросы хакерства и интернет-культуры, Нортон опасалась, что информация с её ноутбуков может быть использована для идентификации респондентов. Согласно Нортон, Шварц и его адвокат негативно отнеслись к её желанию сотрудничать с властями. Во время встречи она пыталась убедить прокуроров в том, что Шварц не стремился к коммерческой прибыли от полученных статей и в качестве примера привела
опубликованный ранее Шварцем «Партизанский манифест открытого доступа». Впоследствии Нортон признала, что совершила ошибку: её показания дали прокурору причину утверждать, что Шварц стремился широко распространить документы.

Как это ни странно сейчас, когда меня впервые вызвали в суд, Аарон беспокоился обо мне больше, чем о себе, и мы оба беспокоились об Аде, моей семилетней дочери. Она была светом в наших жизнях, и мы хотели убедиться, что ничто из этого не коснётся её. Проблема была в моём компьютере. Он содержал интервью и переписку с конфиденциальными источниками за пять лет. В повестке на самом деле требовался не мой компьютер, а материалы на моём компьютере. Хосе и Адам [адвокаты Нортон] намекали, что если прокурор посчитает, что я говорю неправду, он может выступить против меня и конфисковать мои вещи.
И если прокурор заберёт мой компьютер, я скорее сяду в тюрьму, чем скажу свой пароль. У меня не было выбора. Я в течение многих лет регистрировала все свои сообщения как профессиональные, так и личные. Аарон знал это и разозлился на меня, когда прочитал повестку в суд. Это была своего рода безличная ярость, направленная не на меня и мои решения, а на саму ситуацию.
Оригинальный текст (англ.)As strange as it seems now, when I was first subpoenaed, Aaron was more worried about me than him, and both of us were worried about Ada, my seven-year-old daughter. She was the light of both of our lives, and we wanted to make sure none of this would touch her. The problem was my computer. It contained interviews and communications with confidential sources for stories going back five years. The subpoena didn't actually call for my computer, but materials on my computer. Jose and Adam implied that if the prosecutor didn't think I was being honest, he might move against me, seize things.

And if the prosecutor took my computer, I would have to go to jail rather than turn over my password. I had no choice. I'd been logging all of my communications for years, professional and personal. Aaron knew this, and he was furious at me for it when he read the subpoena. It was a kind of impersonal fury, not directed at me and my decisions, but the situation itself.

9 мая 2011 года на допрос вызвали знакомого Шварца и сотрудника «Фонда свободного программного обеспечения» Джошуа Гея, который до этого создал на Facebook страницу, посвящённую «Партизанскому манифесту открытого доступа». Прокуратура хотела узнать через Гея планы Шварца на распространение скачанной литературы.

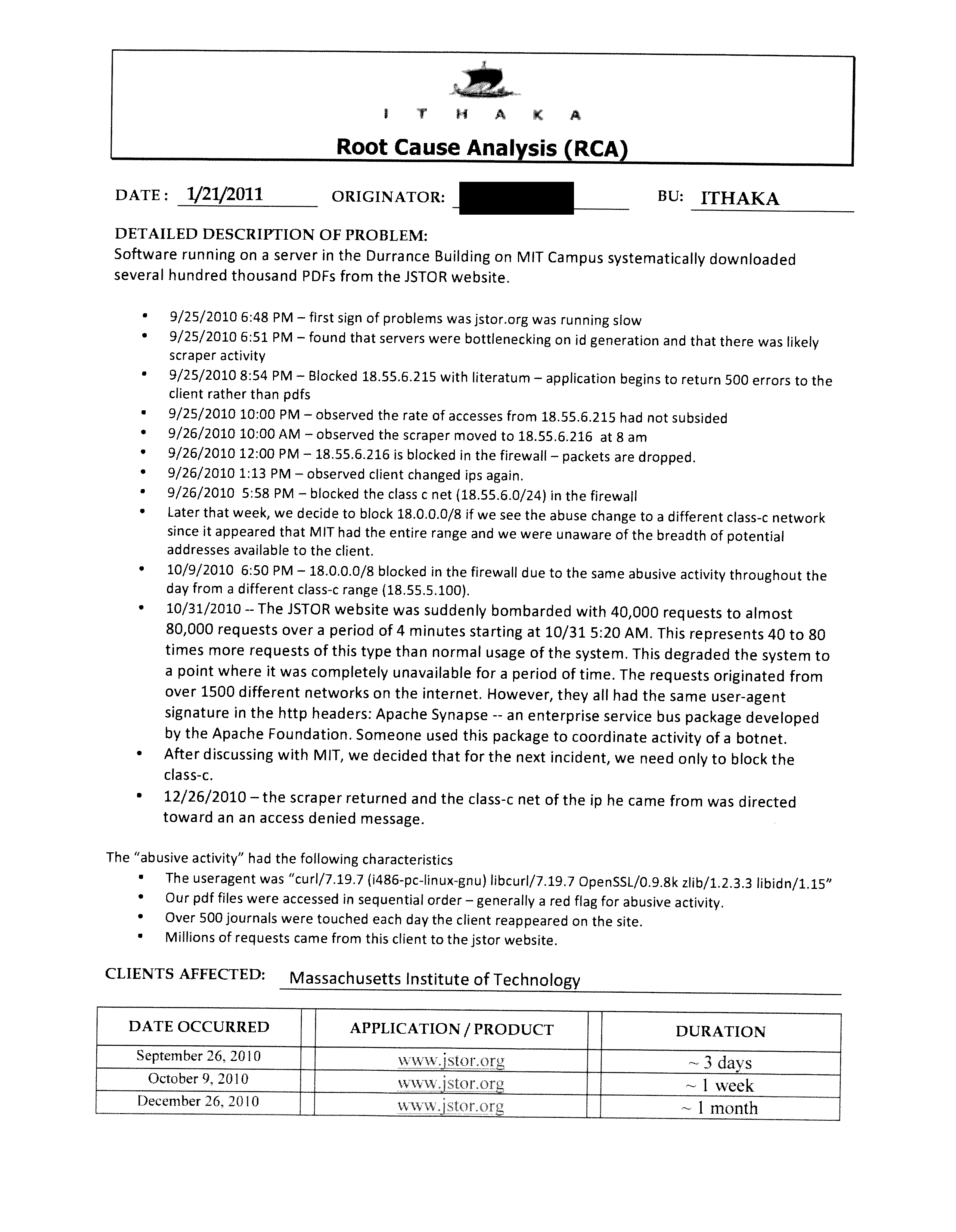
Отчёт «Анализ первопричин», описывающий хронологию событий с 25 сентября 2010 года по 26 декабря 2010 года

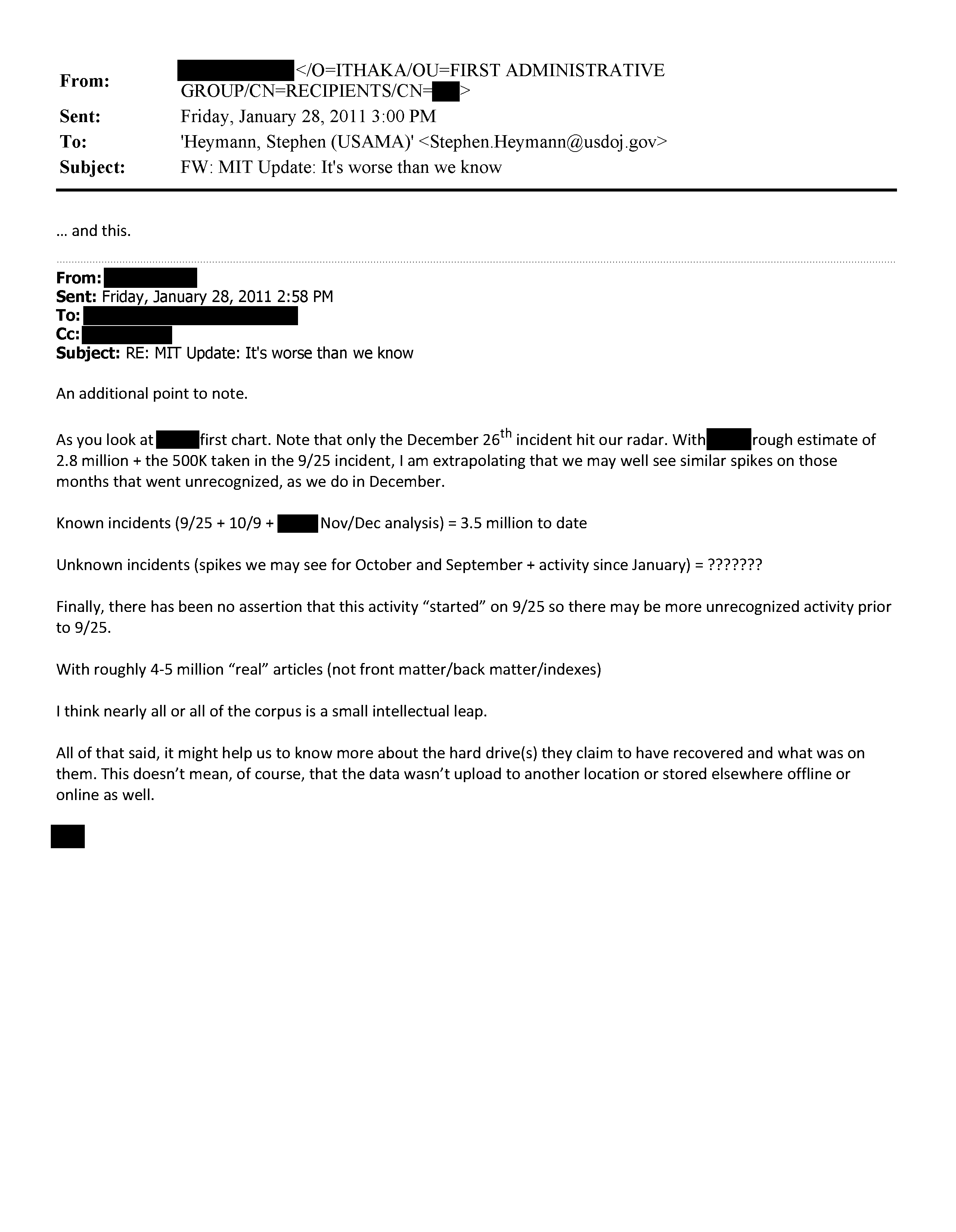
Электронное письмо Стефану Хейманну от 28 января 2011 года о том, что с сентября по январь с серверов MIT с помощью скрипта было загружено около 3,5 миллионов статей

В июне 2011 года адвокаты Шварца в рамках попытки досудебного урегулирования договорились с прокуратурой, что Шварц вернёт жёсткий диск со всеми скачанными документами. Аарон также согласился заплатить JSTOR 26 500 долларов за возмещение ущерба и покрытие гонораров адвокатов. В обмен на это адвокаты JSTOR позвонили прокурорам и заявили о своём отказе от всех претензий к Шварцу. Одновременно с этим адвокаты активиста пытались добиться аналогичного действия от MIT, однако институт отказался публично заявлять об отсутствии претензий. 16 июня Нортон дала показания перед большим жюри в Бостоне.
Несмотря на отсутствие претензий к Шварцу со стороны JSTOR и MIT, Кармен Ортис приняла решение продолжить расследование. Дело попало под федеральную юрисдикцию, потому что предполагаемые преступления были совершены через интернет, а серверы JSTOR находились в другом штате. 14 июля окружная прокуратура в Бостоне предъявила Шварцу четыре федеральных обвинения в уголовных преступлениях: мошенничество с использованием электронных средств связи (за загрузку статей из JSTOR), компьютерном мошенничестве (за доступ к защищённым компьютерам в сетях MIT и JSTOR), незаконном получении информации с защищённого компьютера для доступа к материалам стоимостью не менее 5000 долларов США, а также ущерб, нанесённый как минимум 10 защищённым компьютерам. По предъявленным пунктам обвинения Шварцу грозило максимальное наказание в виде лишения свободы на 35 лет и штраф в размере 1 млн долларов. После оглашения обвинительного заключения Кармен Ортис прокомментировала поступок Шварца — «воровство есть воровство — и неважно, что под рукой, командная строка или лом, и что воруют, документы, данные или доллары». После объявления обвинения 45 тысяч людей подписали петицию по снятию любых обвинений со Шварца.
12 сентября 2012 года прокуратура вынесла новое обвинительное заключение. По правилам судебной системы США, оглашённые федеральные уголовные обвинения не подлежат корректировке. По этой причине, при желании прокурора добавить дополнительные пункты обвинения, прокуратура выносит заменяющие обвинительные заключения. Новое заявление состояло из 13 пунктов, каждый из которых соответствовал отдельной дате и действию, которое совершил Шварц:
- обвинения в нанесении ущерба компьютеру (5 лет максимального срока тюремного заключения). Предъявлено по статье о повреждении компьютера и нарушение доступности или целостности информации, приведшей к потере более 5000 долларов или более 10 компьютеров в нарушение 18 Свода законов США. 1030 (a) (5) (B) и 1030 (c) (4) (A) (i) (I) и (VI)[40];
- два пункта обвинения в мошенничестве с использованием электронных средств связи (40 лет максимального срока тюремного заключения). Предъявлено в соответствии с законом о мошенничестве с использованием электронных средств, 18 U.S.C. 1343, который запрещает использование подлогов в получении материалов. Под ложными подлогами понимается подделка Шварцем IP-адресов и MAC-адресов[40];
- пять пунктов обвинения в компьютерном мошенничестве (25 лет максимального срока тюремного заключения). Предъявлены в соответствии с Законом о компьютерном мошенничестве 18 U.S.C. 1030 (a) (4), который в делах о компьютерных преступлениях обычно применяется вместе с Законом о мошенничестве с использованием электронных средств[40];
- пять пунктов незаконного получения информации с защищённого компьютера (25 лет максимального тюремного заключения). Предъявлены по статье о неавторизованном доступе к компьютеру для получения информации на сумму более 5000 долларов США в нарушение 18 U.S.C. 1030 (a) (2) (C) и 18 U.S.C. 1030 (c) (2) (B) (iii)[40].

Все пункты, кроме обвинений в мошенничестве с использованием электронных средств связи, подпадали под действие Закона о компьютерном мошенничестве и злоупотреблении (CFAA). Правительство произвело новые подсчёты, рассчитывая инциденты загрузок в сентябре, октябре, ноябре, декабре и январе. Представленные обвинения увеличили суммарно максимальный срок наказания до 50 лет тюремного заключения и штрафа в миллион долларов.
В конце октября 2012 года Шварц поменял команду защиты и взял на должность ведущего адвоката Эллиота Петерса, который радикально сменил тактику защиты. Если предыдущая линия строилась на том, что правительство нарушило неприкосновенность частной жизни Шварца через незаконный сбор улик, то Петерс настаивал на том, что обвинения в «несанкционированном доступе» применены неправильно. Для этого был нанят Алекс Стамос — свидетель-эксперт по компьютерной безопасности, утверждавший, что компьютерная сеть MIT была настолько открытой, что доступ к ней Шварца не может быть трактован как несанкционированный. Петерс также указывал на тот факт, что Гарвард и MIT имели соглашение о совместном использовании онлайн-библиотек, предоставляя учёным из одного института доступ к произведениям другого.
Петерс представил доказательства незаконного сбора улик с изъятого 6 января ноутбука Шварца — на тот момент правительство не имело надлежащего разрешения на обыск. 14 декабря 2012 года Петерс договорился с ведущим судьёй по делу Натаниэлем Гортоном о подаче ходатайства на исключение из дела материалов, собранных во время незаконного обыска. Гордон одобрил ходатайство и назначил судебное слушание на 25 января 2013 года. При положительном исходе	 обвинение лишилось бы многих доказательств, которые оно планировало использовать против Шварца.

### Закон о компьютерном мошенничестве и злоупотреблении
Шварца обвиняли в нарушении Закона о компьютерном мошенничестве и злоупотреблении. CFAA был принят в 1984 году, когда понятие «компьютерная преступность» только зарождалось. Изначально CFAA регулировал три федеральных преступления — нелегальное получение доступа к информации о национальной безопасности, частной финансовой информации или к компьютеру, принадлежащему правительству США. С момента принятия закон ни разу не подвергся масштабному пересмотру, так что начиная с 2000-х годов его начали критиковать за использование слишком размытых и устаревших формулировок. Так, под ключевое понятие закона «незаконный преднамеренный доступ к компьютеру без авторизации или превышение разрешённого доступа» попадало множество ежедневных действий обычных пользователей, в том числе онлайн-покупки на рабочем месте. Критики подчёркивали, что отсутствие чётких формулировок «авторизированного доступа» в CFAA вело к неопределённости и потенциальной чрезмерной криминализации действий пользователей. Наказание по закону определяется от «разумной оценки» ущерба, система расчёта которого очень гибкая. CFAA определяет потерю как «любые разумные затраты для любой жертвы, включая затраты на реагирование на правонарушение, проведение оценки ущерба и восстановление данных, программы, системы или информации до их состояния до правонарушения, а также любые потери дохода, понесённые расходы или другие косвенные убытки, понесённые из-за прерывания обслуживания». Также CFAA квалифицирует как федеральное преступление доступ к «защищённому компьютеру», но при этом уточняет, что обвинения в совершении уголовного преступления применяются только в том случае, если «стоимость такого использования» составляет 5000 долларов, или если лицо, имеющее доступ к защищённому компьютеру, причиняет ущерб более чем на 5000 долларов. Однако во многих случаях ущерб, связанный с ремонтом системы или восстановлением потерянных данных, сложно подсчитать.

### Переговоры о признании вины
Осенью 2012 года прокуратура предложила Аарону Шварцу сделку, по условиям которой активист признаёт вину в 13 пунктах федеральных преступлений и получает 6 месяцев тюремного заключения. При заключении сделки уголовное дело завершилось бы без судебного разбирательства, однако Петерс и Шварц приняли решение отклонить предложение и настоять на суде. 9 января Петерс снова пытался прийти к досудебному компромиссу с прокуратурой, пытаясь получить условия, по которым Шварцу не пришлось бы отбывать тюремный срок. Однако Стивен Хейманн отказался идти навстречу Петерсу. По воспоминаниям адвоката, Хейманн упомянул, что Шварц своровал у JSTOR материалов на два миллиона долларов, что, в соответствии с руководящими принципами вынесения приговора, приравнивается к тюремному заключению «примерно на семь лет». Помимо этого, Петерс дал знать Хейманну о том, что давление прокуратуры привело к появлению суицидальных мыслей у Шварца, на что, по воспоминаниям Петерса, Хейманн ответил: «Хорошо, тогда мы запрём его [в тюрьму]».
Суд над Шварцем должен был начаться в феврале 2013 года.

## Смерть обвиняемого
11 января 2013 года 26-летний Аарон Шварц покончил с собой через повешение в своей бруклинской квартире. Активист не оставил предсмертной записки, однако считается, что причиной его самоубийства стала затяжная депрессия, усиленная федеральным преследованием и необходимостью вести затратное публичное разбирательство. Похороны Шварца прошли в синагоге на Центральной авеню в Хайленд-Парке. На церемонии присутствовали семья, друзья и близкие коллеги активиста. 5 февраля 2013 года сотни людей собрались рядом с Капитолием, чтобы почтить память Шварца. Мероприятие было посвящено критике федеральной системы уголовного правосудия и одновременно служило в качестве поминальной службы, на которой присутствовали высокопоставленные законодатели, учёные и активисты, возмущённые судебным преследованием Шварца.

## Реакция

### Роль прокуратуры
Спустя несколько дней после смерти Шварца прокуратура округа Массачусетс заявила о прекращении уголовного дела в связи со смертью подсудимого.
Самоубийство активиста вызвало оживлённые обсуждения роли, которую сыграло федеральное преследование в его смерти. Так, девушка Шварца Тарен Стинебрикнер-Кауфман считала, что ключевым элементом в судебном преследовании Шварца была его политическая деятельность, а родственники неоднократно высказывались о том, что главным мотивом суицида стало сильное давление со стороны следователей. Общественный активист и близкий друг Шварца Лоуренс Лессиг раскритиковал прокуроров за «издевательства» над программистом. Смерть Шварца сравнивали с самоубийством американского хакера Джонатана Джеймса, дело которого также рассматривал Стивен Хейманн. Джеймс стал первым несовершеннолетним, заключённым в тюрьму по федеральному делу о киберпреступности. В предсмертной записке Джеймс написал, что покончил с собой в ответ на федеральное расследование и их попытки связать его с преступлением, которого он не совершал.

Смерть Аарона — это не просто личная трагедия. Это продукт системы уголовного правосудия, изобилующей запугиванием и злоупотреблениями со стороны прокуратуры. Решения, принятые официальными лицами в прокуратуре США Массачусетса и Массачусетском технологическом институте, способствовали его смерти. Прокуратура США выдвинула исключительно суровые обвинения, предполагающие более 30 лет тюремного заключения, для наказания за предполагаемое преступление, по которому не было жертв.
Оригинальный текст (англ.)Aaron’s death is not simply a personal tragedy,” the statement reads. “It is the product of a criminal justice system rife with intimidation and prosecutorial overreach. Decisions made by officials in the Massachusetts U.S. Attorney’s office and at MIT contributed to his death. The US Attorney’s office pursued an exceptionally harsh array of charges, carrying potentially over 30 years in prison, to punish an alleged crime that had no victims.

### Кармен Ортис и Стивен Хейманн
После смерти Шварца Ортис опубликовала заявление, в котором утверждала, что поведение прокуратуры «было уместным при возбуждении и рассмотрении этого дела». Одновременно с этим она признала относительную несерьёзность преступлений Шварца и заявила, что прокуратура настаивала бы на приговоре в шесть месяцев заключения в условиях строгого режима. Однако действия Ортис подверглись многочисленной критике не только со стороны семьи Шварца, но и пользователей социальных сетей и журналистов. Помимо этого, бывшая судья Бостонского окружного суда Нэнси Гертнер публично осудила желание прокурора подвести действия программиста под уголовное дело. Согласно докладу, опубликованному кембриджским адвокатом Харви Сильверглейтом, изначально окружные прокуроры не планировали предъявлять Шварцу обвинения по статьям, подразумевающим тюремное заключение. Однако Ортис преследовала политические цели и использовала дело для повышения своей репутации в свете планировавшегося баллотирования на пост губернатора штата Массачусетс. Спустя несколько дней после смерти Шварца муж Кармен Ортис Том Долан опубликовал в своём твиттере сообщение, осуждающее родителей Шварца за нападки в сторону федерального обвинения: «Поистине невероятно, что в некрологе собственного сына они обвиняют других в его смерти и не упоминают о шестимесячной сделке». Твит вызвал большое возмущение в социальных сетях, и Долан был вынужден удалить свой аккаунт. Позднее Ортис заявила, что не знала, что Шварц был на грани суицида.
В январе 2013 года около 60 тысяч человек подписали петицию об отставке Ортис. Несмотря на многочисленную критику, она осталась на посту федерального прокурора и покинула пост только в 2016 году, начав преподавать в Бостонском колледже. По состоянию на 2021 год, она работает в бостонской юридической фирме Anderson & Kreiger.
Также была создана отдельная петиция по отставке государственного обвинителя Стивена Хейманна, которую подписали около 10 тысяч человек. Критика Хейманна усилилась после опубликованного MIT доклада, согласно которому помощник прокурора в августе 2012 года заявил, что Шварц систематически повторял «виктимизацию жертвы», втягивая MIT в судебный процесс, сравнивая это с «нападением на жертву изнасилования на основании того, что она спала с другими мужчинами». В конце января 2013 года Эллиот Петерс обвинил Стивена Хейманна в профессиональном проступке. Согласно адвокату, Хейманн провёл обыск компьютера и USB-накопителя Шварца без должного ордера. Согласно Петерсу, Хейманн намеренно солгал суду, утверждая, что у него не было доступа к оборудованию до февраля. Однако впоследствии опубликованное электронное письмо, факт которого Хейманн сокрыл, показало, что это утверждение не соответствует действительности. Помимо этого, Петерс утверждал, что прокуроры намеренно отказали в сделке Шварцу, пытаясь добиться его признания вины. По этим причинам адвокат требовал официального расследования Министерства юстиции США и полного раскрытия документов обвинения. С просьбой о раскрытии доказательств вины Шварца выступили и члены Конгресса США. В итоге суд встал на сторону правительства – в мае 2013 года судья Гордон приказал обвинению раскрыть имеющиеся против Шварца улики, однако оставил за правительством, MIT и JSTOR право сохранить любую информацию по делу в тайне и полностью контролировать доступную общественности информацию. Гордон отметил, что, если потребуется, Конгресс всегда может запросить информацию по отдельным вопросам у трёх участников дела.

### JSTOR
После смерти Шварца JSTOR опубликовал заявление, согласно которому платформа не имела претензий к активисту и давно урегулировала любые гражданские иски, которые могли бы быть предъявлены активисту в 2011 году.
Это тот случай, о котором мы сами сожалели с самого начала, поскольку миссия JSTOR заключается в обеспечении широкого доступа к мировой совокупности научных знаний. В то же время, как один из крупнейших архивов научной литературы в мире, мы должны с осторожностью относиться к информации, доверенной нам владельцами и создателями этого контента. С этой целью Аарон вернул данные, которыми он располагал, и JSTOR урегулировал все претензии, которые мы могли предъявить ему в июне 2011 года.Официальное заявление JSTOR, выпущенное после смерти Аарона Шварца

### MIT
Роль MIT в деле против Шварца вызвала оживлённые дискуссии среди общественности. Согласно родственникам активиста, бездействие MIT также сыграло свою роль в исходе судебного дела. 14 января представители института заявили, что проведут внутреннее расследование, чтобы определить роль и реакцию университета в деле Шварца. Результаты расследования были опубликованы в июле 2013 года. Согласно докладу, должностные лица Массачусетского технологического института не преследовали Аарона Шварца, однако не смогли проявить лидерство в деле, которое напрямую затрагивало вопросы открытого доступа к онлайн-информации и законы о компьютерных злоупотреблениях.

### Законопроект Аарона Шварца
16 января 2013 года конгрессвумен-демократ от Калифорнии Зои Лофгрен опубликовала на Reddit черновик законопроекта под названием «Законопроект Аарона». Выбранный в качестве площадки Reddit носил символический характер, поскольку Шварц являлся сооснователем платформы. Помимо этого, Лофгрен получила прямую обратную связь от пользователей. Законопроект вносил поправки к CFAA и предлагал ряд изменений:
- введение чёткого определения понятий «несанкционированный доступ» и «хакинг»;
- CFAA не должен распространяться на обмен копиями файлов;
- CFAA не должен предоставлять возможность для прокуроров увеличивать размеры штрафов и сроки заключения;
- CFAA не должен распространяться на нарушения правил пользования услугами, соглашений с работодателями и условий контрактов.

«Законопроект Аарона» также предлагал поправки в федеральный закон о компьютерном мошенничестве и злоупотреблении, согласно которым нарушение соглашения или договорных обязательств в отношении использования интернета или компьютера само по себе не является нарушением этого раздела. Помимо этого, законопроект предлагал дополнительное руководство по высчитыванию ущерба по рыночной стоимости. Законопроект получил широкую поддержку со стороны ряда организаций гражданских свобод, включая Фонд электронных рубежей и Американский союз защиты гражданских свобод.
В апреле 2015 года законопроект о поправках имени Аарона Шварца был повторно внесён на рассмотрение Конгресса, однако так и не был одобрен.